# Ан Сохи
Ан Со Хи (кор. 안소희) (род. 27 июня 1992 года, Сеул) — южнокорейская певица, актриса, модель, танцовщица. Её сценическое имя — Сохи.
Творческая биография связана с популярной корейской группой Wonder Girls. В дальнейшем судьба Со Хи связана с кинопроизводством. Дорамы и фильмы с Ан Со Хи в главных ролях полюбились зрителям не только в Корее, но и во всём азиатском регионе.

## Биография
Когда Ан Со Хи было 12 лет, агентство JYP Entertainment заключило с ней контракт. Она ежедневно занималась вокалом, хореографией и актёрским мастерством. В 2007 году её включили в основной состав Wonder Girls.
После завершения певческой карьеры Ан Со Хи стали поступать предложения от известных азиатских брендов модной одежды, аксессуаров, косметики.
В кино Ан Со Хи снимается с 14 лет. В 2008 году она получила одну из главных ролей в фильме «Ведьмочки».